# 筍乾

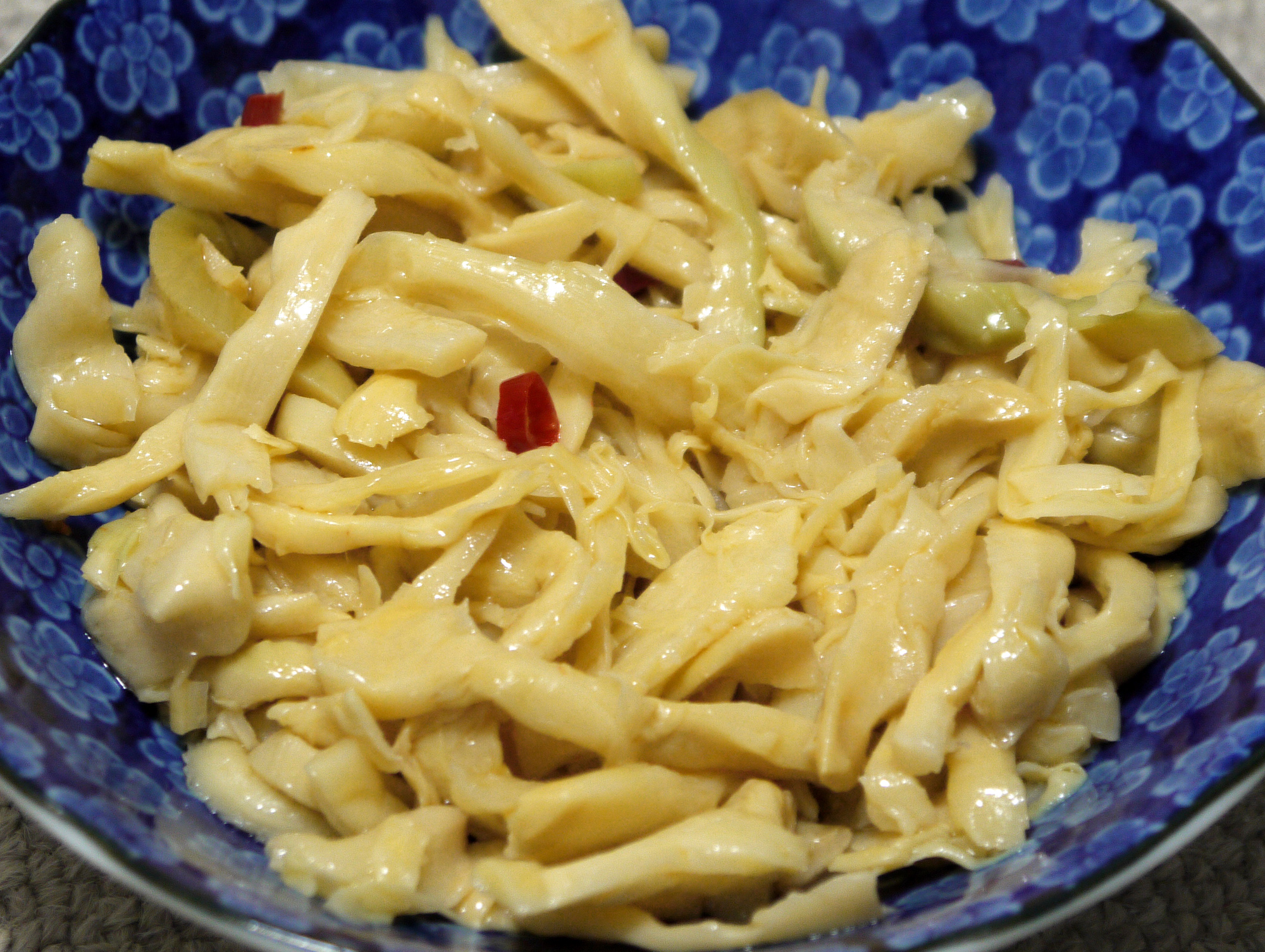
穂先麺媽

筍乾，跟筍絲不同，是將竹筍去菁、浸泡、燒煮、發酵等工法製作而成的食品。一般多半使用冬筍、麻竹筍製作。
筍乾是常見的台灣菜、客家菜、閩菜。也是日本拉麵必備的配菜、日本人的下酒菜。在日本一般稱為麻／，取名自「麵上麻竹」之意，老一輩亦稱其為支那竹。
常見筍乾料理有燉筍乾、筍乾爌肉、筍乾肉絲等。

## 習俗
在台灣，警察機關的中元普渡供品會使用棗子與筍乾，由於和巡佐與巡官的台語諧音，有祈求升官的意味在。

## 外部連結
- 筍乾製作